# Acrotaphus latifasciatus
Acrotaphus latifasciatus là một loài tò vò trong họ Ichneumonidae.